# Dalarnas län
Dalarnas län (provincie Dalarna) is een provincie in Midden-Zweden. Ze grenst aan de Zweedse provincies Jämtlands län, Gävleborgs län, Västmanlands län, Örebro län en Värmlands län en aan de Noorse provincies Hedmark en Sør-Trøndelag. De hoofdstad is Falun.
De oppervlakte van de provincie bedraagt 28.194 km², wat 6,9% van de totale oppervlakte van het land is. Op 30 september 2021 had Dalarnas län volgens het Statistiska Centralbyrån 288.118 inwoners.

## Gemeenten
In Dalarnas län liggen de volgende gemeenten:
| - Älvdalen - Avesta - Borlänge - Falun - Gagnef | - Hedemora - Leksand - Ludvika - Malung-Sälen - Mora | - Orsa - Rättvik - Säter - Smedjebacken - Vansbro |

## Bestuur
Dalarnas län heeft, zoals alle Zweedse provincies, een meerduidig bestuur. Binnen de provincie vertegenwoordigt de landshövding de landelijke overheid. Deze heeft een eigen ambtelijk apparaat, de länsstyrelse. Daarnaast bestaat de landsting, dat feitelijk een eigen orgaan is naast het län, en dat een democratische bestuur, de landstingsfullmäktige, heeft dat om de vier jaar wordt gekozen.

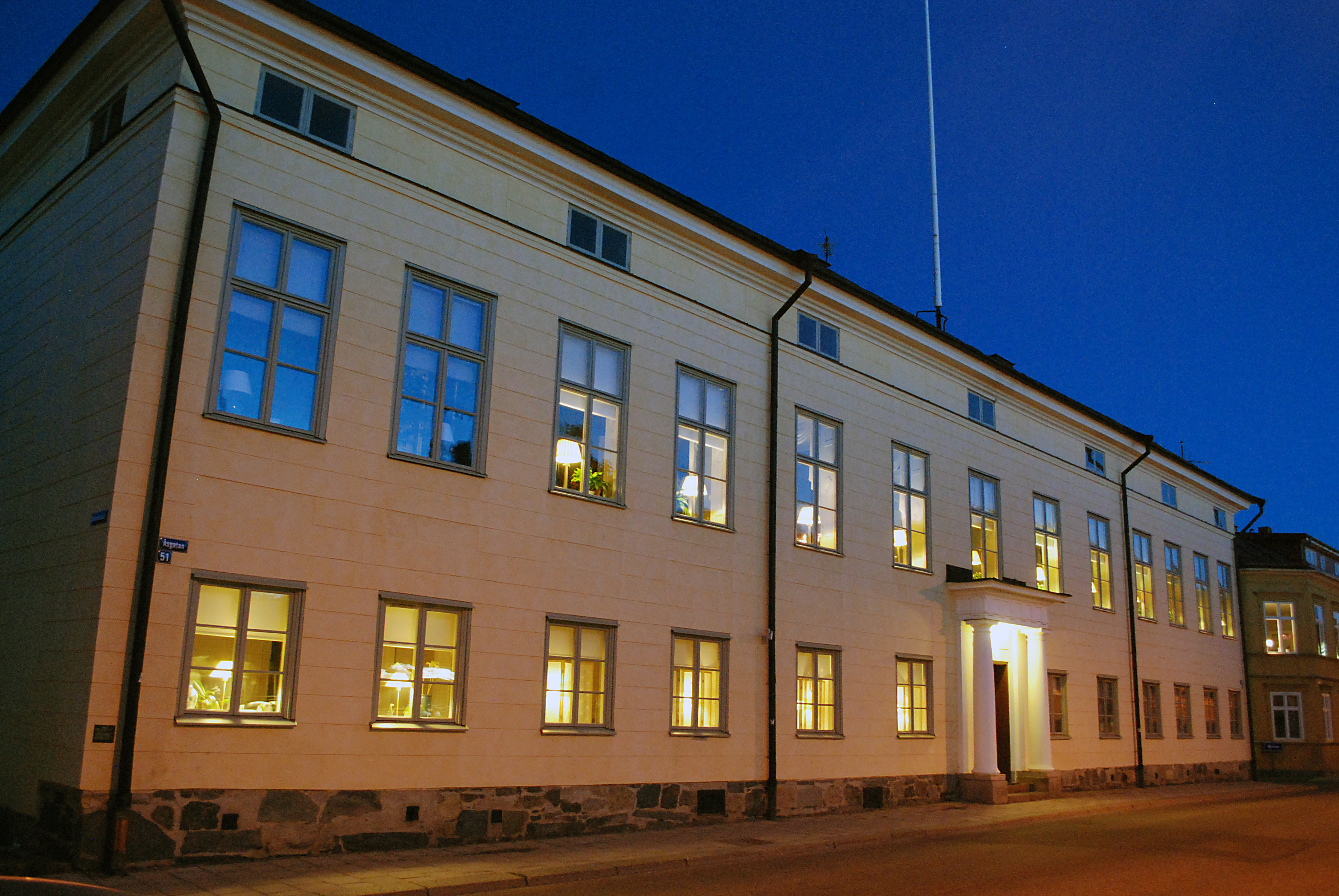
De residentie van de landshövding in Falun

### Landshövding
De vertegenwoordiger van de rijksoverheid in Dalarnas län is sinds augustus 2021 Camilla Fagerberg Littorin.

### Landsting
De Landsting, formeel Dalarnas län landsting, wordt bestuurd door de landstingsfullmäktige die sinds 1976 uit 83 leden bestaat. Door de landstingfullmäktige wordt een dagelijks bestuur, de landstingsstyrelsen, gekozen. Hierin heeft de meerderheid 7 leden en de oppositie 5 leden.
Bij de laatste verkiezingen, in 2018, was de zetelverdeling in de landstingsfullmäktige:
- Vänster (V): 6 zetels
- Arbeiderspartij (S): 24 zetels
- Groenen (MP): 3 zetels
- Sverigedemokraterna (SD): 10 zetels
- Dalarnas Sjukvårdspartiet: 6 zetels
- Centrum (C): 9 zetels
- Liberalerna (L): 3 zetels
- Christendemocraten (KD): 6 zetels
- Moderaterna (M): 16 zetels